# 霍爾茨比爾利貝格山

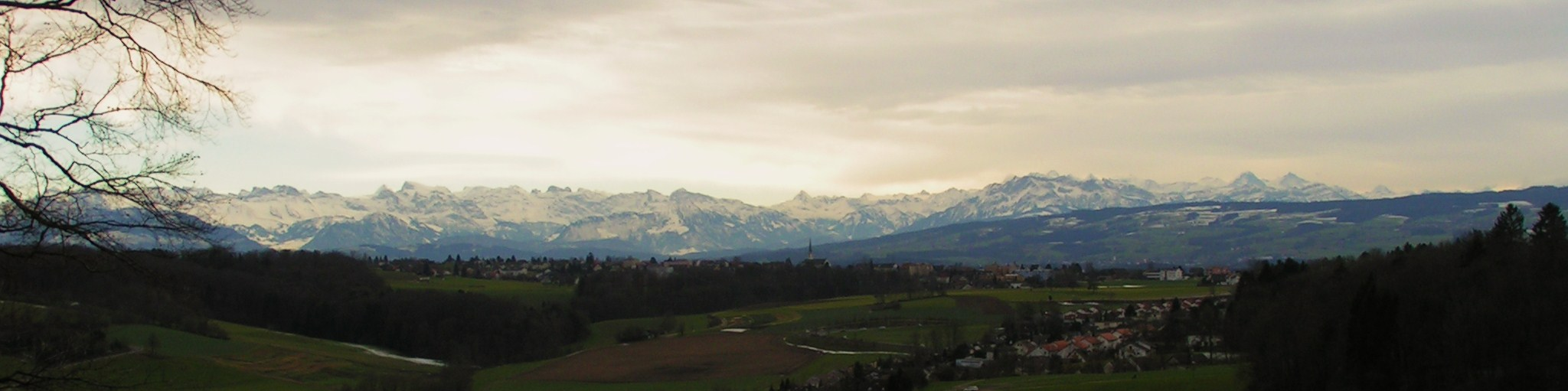

47°20′55″N 8°24′08″E / 47.34870°N 8.40210°E
霍爾茨比爾利貝格山（德語：Holzbirrliberg），是瑞士的山峰，位於該國北部，由阿爾高州負責管轄，屬於瑞士高原的一部分，距離海特斯貝格山4公里，海拔高度674米。